# Sergej Aleksandrovitj af Rusland
Sergej Aleksandrovitj (russisk Сергей Александрович) ( 11. maj 1857 – 17. februar 1905), storfyrste af Rusland og generalguvernør af Moskva. Sergej var næstyngste søn af kejser Aleksandr 2. af Rusland og tilhørte huset Romanov. Han blev kendt og berygtet for sine konservative synspunkter og blev i 1905 myrdet i Kreml ved et bombeattentat.

## Familie og ungdom
Storfyrst Sergej blev født i 1857 som den næstyngste søn og barn af det regerende kejserpar Aleksandr 2. og Maria Aleksandrovna, tidligere prinsesse af Hessen. Udover Sergej talte familien fem brødre og en søster.
I sin barndom og ungdom var han tættest knyttet til sin søster Maria Aleksandrovna af Rusland og hans yngste bror, Pavel Aleksandrovitj af Rusland. Sammen med kejserinde Maria Aleksandrovna, der led af et dårligt helbred, rejste de ofte til hendes hjemland og til Frankrig.
Som en yngre søn tog Sergej den traditionelle militære uddannelse. Dertil var han interesseret i italiensk kunst og litteratur og lærte italiensk for at kunne læse Dante på originalsproget. Fra sin mor arvede han sin stærke religiøsitet.

## Ægteskab
Sergej blev i 1884 i Vinterpaladset gift med prinsesse Elisabeth af Hessen og ved Rhinen. I Rusland antog hun navnet Elisabeth {Jelisaveta) Fjodorovna, og blev i familien kaldt Ella. Elisabeth var søster til prinsesse Alix af Hessen og ved Rhinen, der i 1894 giftede sig med Sergejs nevø, kejser Nikolaj 2. af Rusland.
Parret fik ingen børn sammen, men senere var de plejeforældre for hans bror Pavels to børn. Pavel blev sendt i eksil, efter at han havde indgået et morganatisk ægteskab.

## Guvernør af Moskva
I 1891 blev Sergej generalguvernør over Moskva, en betydelig stilling. Han var upopulær på grund af sit brutale styre, og især efter katastrofen på Khodynka Fælledet, hvor der i forbindelse med hans nevøs kroning skulle afholdes den traditionelle folkefest. Begivenheden endte i en tragedie med over 1300 dræbte og flere tusinde sårede efter der opstod panik. Sergej fik hovedansvaret for tragedien og dens følger.
Sergej var en betydelig politisk figur i sin bror Aleksandr 3. af Ruslands og sin nevø Nikolaj 2.s regeringstid. Modsvarende havde han flere fjender indenfor kejserfamilien, især blandt de mere liberale medlemmer. I 1894 blev han medlem af det russiske statsråd og i 1896 fik han kommandoen over Moskvas militære distrikt.

## Død
I januar 1905 opsage Sergej sin stilling som guvernør efter den Russisk-japanske krig.
I februar samme år blev Sergej myrdet ved et bombeattentat. Bomben var så kraftig at den sprængte Sergej i flere stykker, og det var op til hans hustru at samle kropsdelene sammen.